# ناوتو کامیفوکوموتو
ناوتو کامیفوکوموتو (انگلیسی: Naoto Kamifukumoto؛ زادهٔ ۱۷ نوامبر ۱۹۸۹) بازیکن فوتبال اهل ژاپن است.